# ليو إيلدر
ليو إيلدر هو دراج كندي، ولد في 10 مارس 1905 في ديري في أيرلندا الشمالية، وتوفي في 15 مايو 1971 في لندسي ‏ في كندا.

## وصلات خارجية
- ليو إيلدر على موقع أرشيف الدراجات (الإنجليزية)
- ليو إيلدر على موقع إحصائيات الدراجات الإحترافية (الإنجليزية)
- ليو إيلدر على موقع أوليمبيديا (الإنجليزية)